# Eunoe subfumida
Eunoe subfumida är en ringmaskart som först beskrevs av Grube 1878.  Eunoe subfumida ingår i släktet Eunoe och familjen Polynoidae. Inga underarter finns listade i Catalogue of Life.